# Świergotek szponiasty
Świergotek szponiasty (Corydalla richardi) – gatunek małego, wędrownego ptaka z rodziny pliszkowatych (Motacillidae). Występuje w Azji; sporadycznie zalatuje do Polski. Nie jest zagrożony wyginięciem.

## Systematyka
Gatunek ten po raz pierwszy zgodnie z zasadami nazewnictwa binominalnego opisał w 1818 roku Louis Jean Pierre Vieillot, nadając mu nazwę Anthus richardi; jako miejsce typowe wskazał Francję.  Epitet gatunkowy upamiętnia Charles’a Richarda (1745–1835), dyrektory poczty w Lunéville i kolekcjonera okazów ptaków i owadów, który dostarczył Vieillotowi dwa z trzech okazów typowych tego gatunku. Obecnie gatunek przez wielu systematyków nadal zaliczany jest do rodzaju Anthus, ale niektórzy umieszczają go w rodzaju Corydalla wyodrębnionym z Anthus.
Takson ten bywał łączony w jeden gatunek ze świergotkiem nowozelandzkim (C. novaeseelandiae), rdzawym (C. rufula) i cynamonowym (C. cinnamomea). Międzynarodowy Komitet Ornitologiczny (IOC) uznaje świergotka szponiastego za gatunek monotypowy, podczas gdy autorzy Handbook of the Birds of the World wyróżniają 5 podgatunków:
- A. r. richardi Vieillot, 1818
- A. r. dauricus H.C. Johansen, 1952
- A. r. centralasiae (Kistiakovsky, 1928)
- A. r. ussuriensis H.C. Johansen, 1952
- A. r. sinensis (Bonaparte, 1850)

## Występowanie
Gatunek zamieszkuje północno-wschodnią, wschodnią i środkową Azję, głównie otwarte obszary takie jak stepy czy pola uprawne (w tym ścierniska, pola ryżowe). Migruje na duże odległości, na niziny w południowej i południowo-wschodniej Azji.
Regularnie zalatuje do Europy i północnej Afryki. Do Polski zalatuje sporadycznie (do końca 2021 roku stwierdzony 49 razy; łącznie zaobserwowano 66 osobników).

## Morfologia

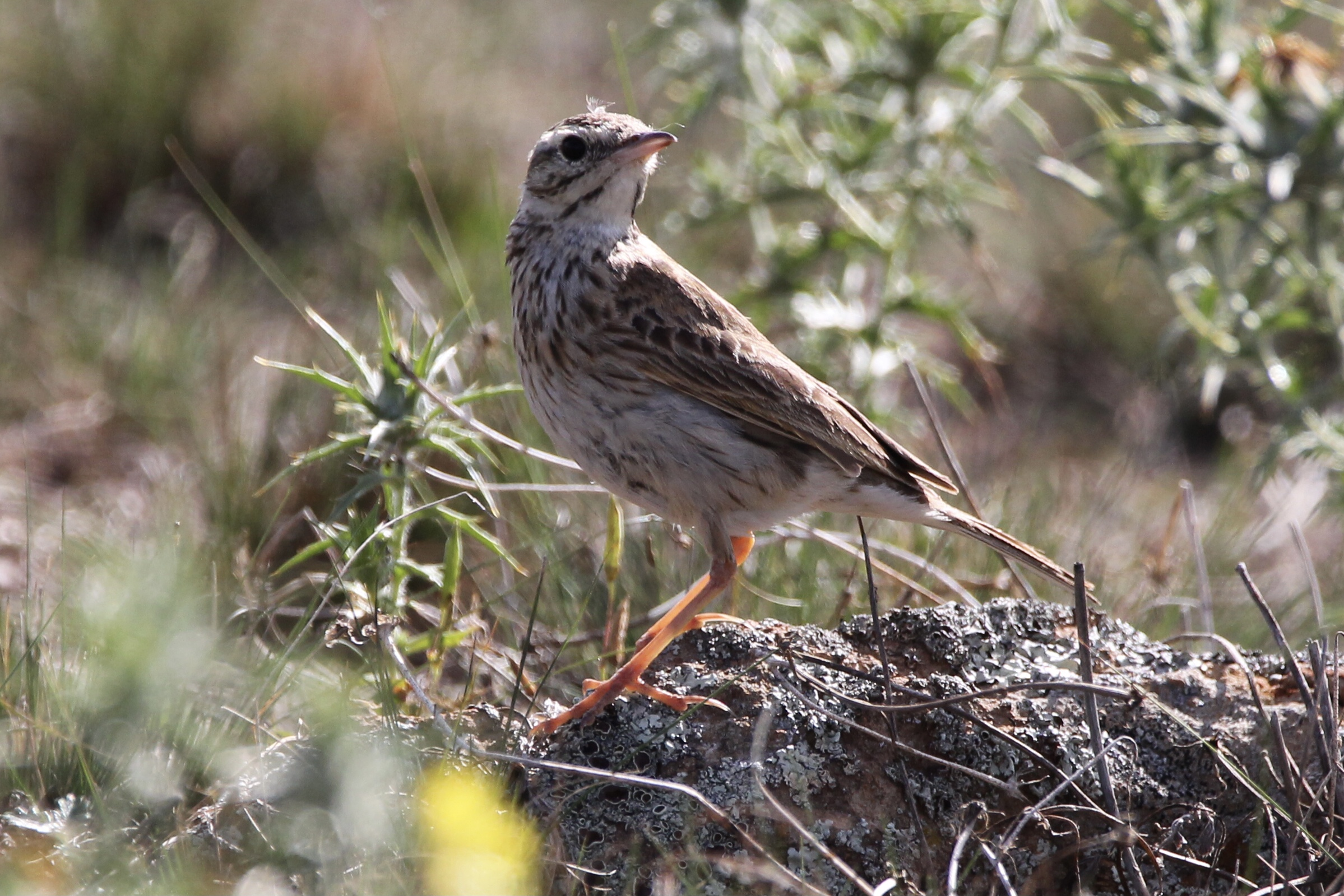
Świergotek szponiasty, widoczne długie palce i tylne pazury

Długość ciała 17–18 cm; masa ciała 21–40 g. Jest to duży świergotek, charakteryzujący się długimi nogami, długimi palcami oraz bardzo długimi tylnymi pazurami.

## Rozród

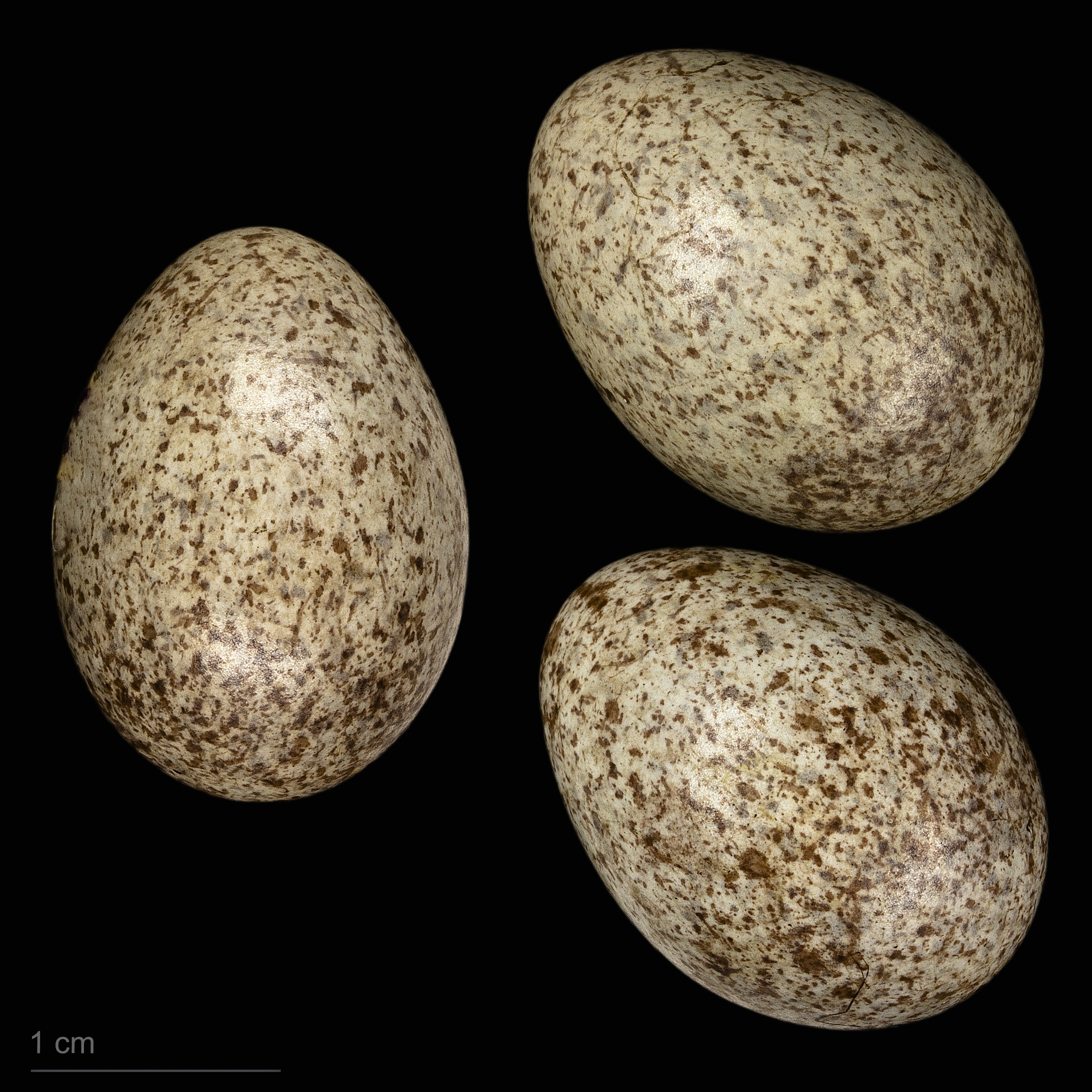
Jaja z kolekcji muzealnej

Sezon lęgowy trwa głównie od kwietnia do lipca. Gniazdo to duża miseczka zbudowana z grubszych traw i korzeni, wyścielona drobniejszym materiałem, takim jak trawy i sierść; umieszczone jest na ziemi wśród kępek traw, często w zagłębieniu terenu. W zniesieniu 3–4 jaja. Wysiadywaniem i karmieniem piskląt zajmują się oboje rodzice.

## Pożywienie
Żywi się owadami i ich larwami, zwłaszcza prostoskrzydłymi (Orthoptera) i chrząszczami (Coleoptera).

## Status i ochrona
IUCN uznaje świergotka szponiastego za gatunek najmniejszej troski (LC, Least Concern). Liczebność światowej populacji nie została oszacowana, ale ptak ten opisywany jest jako pospolity na większości zasięgu występowania. Ze względu na brak dowodów na spadki liczebności bądź istotne zagrożenia dla gatunku BirdLife International uznaje trend liczebności populacji za prawdopodobnie stabilny.
Na terenie Polski gatunek ten jest objęty ścisłą ochroną gatunkową.